# Godło Tuwy

Godło Tuwy – symbol Republiki Tuwy przyjęty przez jej rząd 17 września 1992. Obecnie barwy i wizerunek godła podlegają ustawie konstytucyjnej Republiki Tuwy od 31 grudnia 1996.

## Opis
Oficjalna definicja barw narodowych wykorzystywanych w symbolach państwowych Republiki Tuwa:
- Barwa błękitna symbolizuje czyste niebo, wzniosłe cele, wzajemny szacunek i harmonię w społeczeństwie.
- Barwa biała symbolizuje czystość i szlachetność moralności publicznej, otwartość i niezależność polityki państwowej.
- Barwa żółta (złota) symbolizuje bogactwo i sprawiedliwość państwa; również w żółtej (złotej) barwie zawarte jest odbicie historycznie tradycyjnych wierzeń religijnych części ludności Republiki Tuwy[2].

Na godle Tuwy widnieje również wizerunek jeźdźca w tuwińskim stroju ludowym, który skacze na koniu ku promieniom wschodzącego słońca.
U podstawy godła, na tradycyjnej tuwińskiej taśmie-chustce „kadak” barwy białej widnieje napis Tuwa.
Jeździec, koń, słońce oraz jego promienie i napis Tuwa są złote (żółte).

## Historia

Godło w czasach Republiki Chińskiej 1919–1921
Tuwińska Republika Ludowa 1926–1930
1930
1930–1933
1933–1939
1939–1941
1941–1944
Tuwiński Obwód Autonomiczny 1944–1978
Tuwińska Autonomiczna Socjalistyczna Republika Radziecka 1978–1992
1992 – obecnie